# 黒木綾乃
黒木 綾乃（くろき あやの、1997年3月27日 - ）は、福岡県出身のタレント。

## 人物・経歴
学習院大学法学部卒業。オスカープロモーションに所属。
身長166cm。特技は4歳から始めたクラシックバレエのほか、ピアノ、書道。趣味は映画鑑賞と舞台鑑賞。
2009年に第12回全日本国民的美少女コンテストの本選に出場し、上位約20人で争う本大会まで残った。
憧れの先輩は同事務所所属の上戸彩や菊川怜。

## 参照
1. ↑  “タレント詳細”. catalog.oscarpro.co.jp. 2022年4月25日閲覧。
2. ↑  “オスカーの秘蔵っ子 学習院大卒・黒木綾乃が初グラビア”. NEWSポストセブン. 2022年4月25日閲覧。